# Collegio di Edinburgh South
Edinburgh South è un collegio elettorale della Camera dei Comuni del Parlamento del Regno Unito. Elegge un membro del Parlamento con il sistema maggioritario a turno unico. Il rappresentante del collegio, dal 2010, è il laburista Ian Murray.
Prima delle elezioni generali del 2005, Edinburgh South aveva gli stessi confini del collegio omonimo per il Parlamento scozzese.

## Estensione
Creato nel 1885, il collegio sostituì in parte quello di Edimburgo; il Redistribution of Seats Act 1885 stabilì che il collegio dovesse consistere dei ward municipali di St. George, St. Cuthbert e Newington.
Nel 1918 il collegio consisteva dei ward di Merchiston, Morningside e Newington.
Nel 2005, prima delle elezioni generali, Edinburgh South era uno dei sei collegi che coprivano la città di Edimburgo; cinque di questi erano contenuti interamente dentro la città. Uno di essi, Edinburgh East and Musselburgh, si estendeva oltre il confine verso il Lothian Orientale, per includere Musselburgh.
Per le elezioni del 2005, il collegio fu allargato per includere aree dell'ex collegio di Edinburgh Pentlands, e divenne uno dei cinque collegi in cui era divisa la città, tutti interamente compresi in Edimburgo.
Il collegio copre una porzione meridionale della città, in predominanza la periferia. In termini di ward utilizzati per l'elezione del Consiglio della Città di Edimburgo dal 1999 al 2007, include Alnwickhill, Fairmilehead, Gilmerton, Kaimes, Marchmont, Merchiston, Moredun, Little France, Newington, North Morningside e The Grange, Sciennes e South Morningside.
Questi ward furono sostituiti con dei nuovi nel 2007, in conseguenza del Local Governance (Scotland) Act 2004. Il collegio pertanto non contiene più divisioni elettorali intere; quelle all'interno dei suoi confini sono Southside/Newington, Meadows/Morningside, alcune strade dell'estremo nord-est del ward di Fountainbridge/Craiglockhart, Colinton/Fairmilehead e Liberton/Gilmerton.

## Membri del Parlamento
| Elezione | Elezione                | Deputato             | Partito            |
| -------- | ----------------------- | -------------------- | ------------------ |
|          | 1885                    | Sir George Harrison  | Liberale           |
| 1886     | Hugh Childers           |                      | Liberale           |
| 1892     | Herbert Paul            |                      | Liberale           |
| 1895     | Robert Cox              |                      | Liberale           |
| 1899 (S) | Arthur Dewar            |                      | Liberale           |
|          | 1900                    | Sir Andrew Agnew     | Liberale Unionista |
|          | 1906                    | Arthur Dewar         | Liberale           |
| Gen 1910 | Charles Lyell           |                      | Liberale           |
| 1917 (S) | Sir Edward Parrott      |                      | Liberale           |
|          | 1918                    | Charles David Murray | Unionista          |
| 1922     | Samuel Chapman          |                      | Unionista          |
| 1945     | William Darling         |                      | Unionista          |
| 1957 (S) | Michael Clark Hutchison |                      | Unionista          |
|          | Michael Clark Hutchison | 1965                 | Conservatore       |
| 1979     | Michael Ancram          |                      | Conservatore       |
|          | 1987                    | Nigel Griffiths      | Laburista          |
| 2010     | Ian Murray              |                      | Laburista          |

## Risultati elettorali

### Elezioni negli anni 2020
| Partito                    | Partito                                | Candidato                  | Risultati 4 luglio 2024 | Risultati 4 luglio 2024 |
| Partito                    | Partito                                | Candidato                  | Voti                    | %                       |
| -------------------------- | -------------------------------------- | -------------------------- | ----------------------- | ----------------------- |
|                            | Laburista                              | Ian Murray                 | 24 976                  | 53,34                   |
|                            | SNP                                    | Simita Kumar               | 7 725                   | 16,50                   |
|                            | Verdi                                  | Jo Phillips                | 4 270                   | 9,12                    |
|                            | Conservatore                           | Christopher Cowdy          | 4 001                   | 8,54                    |
|                            | Liberal Democratici                    | Andy Williamson            | 2 746                   | 5,86                    |
|                            | Reform UK                              | Cameron Rose               | 1 845                   | 3,94                    |
|                            | Indipendente                           | Alex Martin                | 466                     | 1,00                    |
|                            | Alba                                   | Lynne Lyon                 | 454                     | 0,97                    |
|                            | Famiglie Scozzesi                      | Phil Holden                | 267                     | 0,57                    |
|                            | Indipendente                           | Mark Rowbotham             | 76                      | 0,16                    |
|                            |                                        |                            |                         |                         |
| Iscritti                   | Iscritti                               | Iscritti                   | 70 839                  | 100,00                  |
| ↳ Votanti (% su iscritti)  | ↳ Votanti (% su iscritti)              | ↳ Votanti (% su iscritti)  | 46 826                  | 66,10                   |
| ↳ Astenuti (% su iscritti) | ↳ Astenuti (% su iscritti)             | ↳ Astenuti (% su iscritti) | 24 013                  | 33,90                   |
|                            |                                        |                            |                         |                         |
|                            | Esito: collegio confermato a Laburista |                            |                         |                         |

### Elezioni negli anni 2010
| Partito                    | Partito                                | Candidato                  | Risultati 12 dicembre 2019 | Risultati 12 dicembre 2019 |
| Partito                    | Partito                                | Candidato                  | Voti                       | %                          |
| -------------------------- | -------------------------------------- | -------------------------- | -------------------------- | -------------------------- |
|                            | Laburista                              | Ian Murray                 | 23 745                     | 47,75                      |
|                            | SNP                                    | Catriona McDonald          | 12 650                     | 25,44                      |
|                            | Conservatore                           | Nick Cook                  | 8 161                      | 16,41                      |
|                            | Lib Dem                                | Alan Beal                  | 3 819                      | 7,68                       |
|                            | Verdi                                  | Kate Nevens                | 1 357                      | 2,73                       |
|                            |                                        |                            |                            |                            |
| Iscritti                   | Iscritti                               | Iscritti                   | 66 221                     | 100,00                     |
| ↳ Votanti (% su iscritti)  | ↳ Votanti (% su iscritti)              | ↳ Votanti (% su iscritti)  | 49 732                     | 75,10                      |
| ↳ Astenuti (% su iscritti) | ↳ Astenuti (% su iscritti)             | ↳ Astenuti (% su iscritti) | 16 489                     | 24,90                      |
|                            |                                        |                            |                            |                            |
|                            | Esito: collegio confermato a Laburista |                            |                            |                            |

| Partito                    | Partito                                | Candidato                  | Risultati 8 giugno 2017 | Risultati 8 giugno 2017 |
| Partito                    | Partito                                | Candidato                  | Voti                    | %                       |
| -------------------------- | -------------------------------------- | -------------------------- | ----------------------- | ----------------------- |
|                            | Laburista                              | Ian Murray                 | 26 269                  | 54,91                   |
|                            | SNP                                    | Jim Eadie                  | 10 755                  | 22,48                   |
|                            | Conservatore                           | Stephanie Smith            | 9 428                   | 19,71                   |
|                            | Lib Dem                                | Alan Beal                  | 1 388                   | 2,90                    |
|                            |                                        |                            |                         |                         |
| Iscritti                   | Iscritti                               | Iscritti                   | 64 651                  | 100,00                  |
| ↳ Votanti (% su iscritti)  | ↳ Votanti (% su iscritti)              | ↳ Votanti (% su iscritti)  | 47 840                  | 74,00                   |
| ↳ Astenuti (% su iscritti) | ↳ Astenuti (% su iscritti)             | ↳ Astenuti (% su iscritti) | 16 811                  | 26,00                   |
|                            |                                        |                            |                         |                         |
|                            | Esito: collegio confermato a Laburista |                            |                         |                         |

| Partito                    | Partito                                | Candidato                  | Risultati 7 maggio 2015 | Risultati 7 maggio 2015 |
| Partito                    | Partito                                | Candidato                  | Voti                    | %                       |
| -------------------------- | -------------------------------------- | -------------------------- | ----------------------- | ----------------------- |
|                            | Laburista                              | Ian Murray                 | 19 293                  | 39,14                   |
|                            | SNP                                    | Neil Hay                   | 16 656                  | 33,79                   |
|                            | Conservatore                           | Miles Briggs               | 8 626                   | 17,50                   |
|                            | Verdi                                  | Phyl Meyer                 | 2 090                   | 4,24                    |
|                            | Lib Dem                                | Pramod Subbaraman          | 1 823                   | 3,70                    |
|                            | UKIP                                   | Paul Marshall              | 601                     | 1,22                    |
|                            | Socialista                             | Colin Fox                  | 197                     | 0,40                    |
|                            |                                        |                            |                         |                         |
| Iscritti                   | Iscritti                               | Iscritti                   | 65 802                  | 100,00                  |
| ↳ Votanti (% su iscritti)  | ↳ Votanti (% su iscritti)              | ↳ Votanti (% su iscritti)  | 49 286                  | 74,90                   |
| ↳ Astenuti (% su iscritti) | ↳ Astenuti (% su iscritti)             | ↳ Astenuti (% su iscritti) | 16 516                  | 25,10                   |
|                            |                                        |                            |                         |                         |
|                            | Esito: collegio confermato a Laburista |                            |                         |                         |

| Partito                    | Partito                                | Candidato                  | Risultati 6 maggio 2010 | Risultati 6 maggio 2010 |
| Partito                    | Partito                                | Candidato                  | Voti                    | %                       |
| -------------------------- | -------------------------------------- | -------------------------- | ----------------------- | ----------------------- |
|                            | Laburista                              | Ian Murray                 | 15 215                  | 34,74                   |
|                            | Lib Dem                                | Fred Mackintosh            | 14 899                  | 34,02                   |
|                            | Conservatore                           | Neil Hudson                | 9 452                   | 21,58                   |
|                            | SNP                                    | Sandy Howat                | 3 354                   | 7,66                    |
|                            | Verdi                                  | Steve Burgess              | 881                     | 2,01                    |
|                            |                                        |                            |                         |                         |
| Iscritti                   | Iscritti                               | Iscritti                   | 59 350                  | 100,00                  |
| ↳ Votanti (% su iscritti)  | ↳ Votanti (% su iscritti)              | ↳ Votanti (% su iscritti)  | 43 801                  | 73,80                   |
| ↳ Astenuti (% su iscritti) | ↳ Astenuti (% su iscritti)             | ↳ Astenuti (% su iscritti) | 15 549                  | 26,20                   |
|                            |                                        |                            |                         |                         |
|                            | Esito: collegio confermato a Laburista |                            |                         |                         |

Alle elezioni generali del 2017, Edinburgh South divenne il seggio più sicuro della Scozia, con un vantaggio di 15.514 voti. 
Alle elezioni generali del 2015, divenne l'unico seggio scozzese detenuto da un deputato laburista

### Elezioni degli anni 2000
| Partito                    | Partito                                | Candidato                  | Risultati 5 maggio 2005 | Risultati 5 maggio 2005 |
| Partito                    | Partito                                | Candidato                  | Voti                    | %                       |
| -------------------------- | -------------------------------------- | -------------------------- | ----------------------- | ----------------------- |
|                            | Laburista                              | Nigel Griffiths            | 14 188                  | 33,23                   |
|                            | Lib Dem                                | Marilyne MacLaren          | 13 783                  | 32,28                   |
|                            | Conservatore                           | Gavin Brown                | 10 291                  | 24,10                   |
|                            | SNP                                    | Graham Sutherland          | 2 635                   | 6,17                    |
|                            | Verdi                                  | Steve Burgess              | 1 387                   | 3,25                    |
|                            | Socialista                             | Morag Robertson            | 414                     | 0,97                    |
|                            |                                        |                            |                         |                         |
| Iscritti                   | Iscritti                               | Iscritti                   | 61 084                  | 100,00                  |
| ↳ Votanti (% su iscritti)  | ↳ Votanti (% su iscritti)              | ↳ Votanti (% su iscritti)  | 42 698                  | 69,90                   |
| ↳ Astenuti (% su iscritti) | ↳ Astenuti (% su iscritti)             | ↳ Astenuti (% su iscritti) | 18 386                  | 30,10                   |
|                            |                                        |                            |                         |                         |
|                            | Esito: collegio confermato a Laburista |                            |                         |                         |

| Partito                    | Partito                                | Candidato                  | Risultati 7 giugno 2001 | Risultati 7 giugno 2001 |
| Partito                    | Partito                                | Candidato                  | Voti                    | %                       |
| -------------------------- | -------------------------------------- | -------------------------- | ----------------------- | ----------------------- |
|                            | Laburista                              | Nigel Griffiths            | 15 671                  | 42,16                   |
|                            | Lib Dem                                | Marilyne MacLaren          | 10 172                  | 27,37                   |
|                            | Conservatore                           | Gordon Buchan              | 6 172                   | 16,61                   |
|                            | SNP                                    | Heather Williams           | 3 683                   | 9,91                    |
|                            | Socialista                             | Colin Fox                  | 933                     | 2,51                    |
|                            | Legalise Cannabis                      | Margaret Hendry            | 535                     | 1,44                    |
|                            |                                        |                            |                         |                         |
| Iscritti                   | Iscritti                               | Iscritti                   | 64 636                  | 100,00                  |
| ↳ Votanti (% su iscritti)  | ↳ Votanti (% su iscritti)              | ↳ Votanti (% su iscritti)  | 37 166                  | 57,50                   |
| ↳ Astenuti (% su iscritti) | ↳ Astenuti (% su iscritti)             | ↳ Astenuti (% su iscritti) | 27 470                  | 42,50                   |
|                            |                                        |                            |                         |                         |
|                            | Esito: collegio confermato a Laburista |                            |                         |                         |

## Risultati dei referendum

### Referendum sulla permanenza del Regno Unito nell'Unione europea del 2016
|        | Collegio        | Lasciare UE % | Rimanere in UE % |
| ------ | --------------- | ------------- | ---------------- |
|        | Edinburgh South | 22,2%         | 77,8%            |
| Scozia | 38,0%           | 62,0%         |                  |
|        | Regno Unito     | 51,9%         | 48,1%            |

### Referendum sull'indipendenza della Scozia del 2014
|        | Collegio        | Voti NO | % No      | Voti SI | % Sì  |
| ------ | --------------- | ------- | --------- | ------- | ----- |
|        | Edinburgh South | 38 298  | 65,3%     | 20 340  | 34,7% |
| Scozia | 2 001 926       | 55,3%   | 1 617 989 | 44,7%   |       |